# Indeks czytelności FOG
FOG – indeks czytelności, który ma na celu określenie stopnia przystępności tekstu. Jego wartość oznacza liczbę lat edukacji potrzebnych do zrozumienia tekstu, np. wartość FOG=9 jakiegoś tekstu oznacza, że tekst ten będzie zrozumiały dla absolwentów gimnazjum i osoby o wykształceniu ponadgimnazjalnym.
Oryginalny indeks FOG został sformułowany dla języka angielskiego, ale istnieje też wariant dostosowany do specyfiki polszczyzny. W języku angielskim słowa trudne mają najczęściej 3 sylaby i więcej. W języku polskim trudne wyrazy to najczęściej wyrazy 4-sylabowe i dłuższe (tak uważają Pisarek, Seretny, i grupa autorów: Miodek, Maziarz, Piekot, Poprawa i Zarzeczny).
Przystępność języka jest jedną z podstawowych cech standardu plain language („prosty język”).

## Wzór i wyniki
Wzór na wartość FOG sformułowany został następująco:
{\displaystyle FOG=0,4\left({\frac {\mbox{liczba słów}}{\mbox{liczba zdań}}}+100\left({\frac {\mbox{liczba słów długich}}{\mbox{liczba słów}}}\right)\right)}
Wynik testu można interpretować zgodnie z poniższą tabelą:
| Wartość FOG | Interpretacja                                                                 |
| ----------- | ----------------------------------------------------------------------------- |
| 1-6         | język bardzo prosty, zrozumiały już dla uczniów szkoły podstawowej            |
| 7-9         | język prosty, zrozumiały już dla uczniów gimnazjum                            |
| 10-12       | język dość prosty, zrozumiały już dla uczniów liceum                          |
| 13-15       | język dość trudny, zrozumiały dla studentów studiów licencjackich             |
| 16-17       | język trudny, zrozumiały dla studentów studiów magisterskich                  |
| 18 i więcej | język bardzo trudny, zrozumiały dla magistrów i osób z wyższym wykształceniem |

## Przykłady
Dziennik „Fakt” ma indeks czytelności FOG na poziomie około 7, tygodnik Newsweek około 12, zaś teksty prawne mają FOG na poziomie 20.